# Harveya kenyensis
Harveya kenyensis är en snyltrotsväxtart som beskrevs av F.N. Hepper. Harveya kenyensis ingår i släktet Harveya och familjen snyltrotsväxter. Inga underarter finns listade i Catalogue of Life.